# Župnija Šentlambert
Župnija Šentlambert je rimskokatoliška teritorialna župnija dekanije Zagorje nadškofije Ljubljana.

## Cerkve
- Cerkev sv. Lamberta, Šentlambert
- Cerkev sv. Križa, Jablana
- Cerkev sv. Nikolaja, Čolnišče
- Cerkev sv. Duha, Zavšenik